# 鮎川あみ
鮎川 あみ（あゆかわ あみ、1981年2月18日 - ）は、日本の元AV女優。
神奈川県出身。趣味：ボディボード

## 略歴
- 1999年11月 - 『新・官能姫第8章』でh.m.p専属女優としてAVデビュー。
- 2002年3月 - 桃太郎映像出版より『ビージーン 15』でセルデビュー。
- 2004年7月 - 引退

## 作品

### アダルトビデオ（撮りおろし作品）
1999年
- 新・官能姫第8章（11月26日、h.m.p）※デビュー作
- 淫乱あみ～ご!（12月25日、h.m.p）

2000年
- 乳首の誘惑 悩殺ノーパンOL（1月27日、h.m.p）
- やりすぎ家庭教師 14（2月25日、h.m.p VMC-003）
- ザ・リアル（5月27日、h.m.p）
- 美乳遊戯 ザ・FUCER！（6月26日、h.m.p）
- Lovely 鮎川あみ（7月7日、芳友舎J）
- 鮎川あみ ドキュメント（7月31日、h.m.p）
- スキャンティ Scanties（8月14日、マックス・エー）
- すけすけレースクィーン（8月25日、h.m.p）
- やりすぎ女教師 13 鮎川あみ（9月1日、h.m.p ITV04-7）
- BODY SONIC（9月29日、マックス・エー）
- 監禁ボディドール あみ崩壊（11月21日、マックス・エー）
- 口全ワイセツ32（12月31日、h.m.p）

2001年
- エロガール 鮎川あみ（1月1日、サクセス・ビデオ）
- 欲湿プリティドール（1月28日、シャイ企画）
- NO MORE SEX（2月22日、シャイ企画）
- AMIE'S MENT 鮎川あみ（3月30日 2002年4月26日、シャイ企画）
- 女教師狩り in 鮎川あみ（3月30日、マックス・エー）
- 逆ソープ天国（VHS:4月20日 DVD:9月21日、アリスJAPAN）
- インタラクティブ 口全ワイセツ 2（4月21日、h.m.p）
- 美麗女学園 バトルレイプ・20人の餌食たち（4月25日、h.m.p）全20名 ※芳友グループ20周年記念作
  - 美麗女学園 女学生20人のレイプバトル（12月31日、h.m.p）
- 美乳教師・あみ 鮎川あみ（5月1日、サクセス・ビデオ）
- COS-PARA（5月21日、アトラス）
- 女尻（6月29日、アリスJAPAN）
- 人間廃業（VHS:7月24日 DVD:12月7日、アリスJAPAN）
- 魔女の棲み家（VHS:8月31日 DVD:1月25日、マックス・エー）
- 淫乱遊戯（VHS:9月25日 DVD:2002年6月28日、マックス・エー）
- 美尻 11 鮎川あみ（10月1日、サクセス・ビデオ）
- uncensored（10月19日、VIP）
- TABOO（11月27日、マックス・エー）
- 極限エロス 鮎川あみ（12月1日、サクセス・ビデオ）
- ［アニメコスプレ］（12月14日、VIP）
- スプラッシュ（12月28日、マックス・エー）

2002年
- パンストラヴァーズ（1月18日、アトラス）
- ビージーン 15（3月7日、桃太郎映像出版）
- ハードキャンディー（3月29日、マックス・エー）
- 快楽と絶頂 鮎川あみ（4月1日、サクセス・ビデオ）
- 不法侵乳 11（4月30日、マックス・エー）
- 艶美（5月17日、アトラス21）
- from heart 4（5月22日、桃太郎映像出版）
- 失踪（5月31日、マックス・エー）
- 淫口（6月21日、マックス・エー）
- 監禁ボディドール 鮎川あみ＆星野くるみ（6月21日 12月31日、マックス・エー）
- Beautiful mermaid 鮎川あみ（7月1日、サクセス・ビデオ）
- 鮎川あみSPECIAL 超高級宅配～AV嬢～（7月5日 2005年6月1日、桃太郎映像出版）
- 鮎川あみSPECIAL 鮎川あみがイク 逆ナンパ（7月5日 2005年7月1日、桃太郎映像出版）
- 鮎川あみSPECIAL 淫行崩壊 引き裂かれた欲望（7月5日、桃太郎映像出版）
- 鮎川あみSPECIAL Peach Pictures（7月5日 2005年8月1日、桃太郎映像出版）
- Get Ready!（7月23日、マックス・エー）
- Wild Thing! 6（8月7日、桃太郎映像出版）
- 冷たい月（8月27日、マックス・エー）
- コスプレックス 3（9月6日、桃太郎映像出版）
- 家庭教師 鮎川あみ 日高マリア（9月24日、桃太郎映像出版）
- 金色雀（9月27日、マックス・エー）
- 性域なきモザイク改革 3 しろう党 家庭教師（10月1日、桃太郎映像出版）
- 淫熟妖女 鮎川あみ（10月1日、サクセス・ビデオ）
- Deep Blue（10月25日、マックス・エー）
- nudy 1 鮎川あみ 藤森エレナ（11月8日、	デジタルドリームデベロップメント）
- ビージーン 17（11月8日、桃太郎映像出版）
- memorys（11月26日、マックス・エー）
- 白衣の天使緊縛夢想 鮎川あみ・風野ちか（12月27日、桃太郎映像出版）

2003年
- モスト・ビューティフル・ガール・イン・ザ・ワールド/My Play Thing（1月10日、桃太郎映像出版）
- 性感人形 鮎川あみ（2月1日、サクセス・ビデオ）
- Wild Thing! 鮎川あみ VOL.2（4月11日、桃太郎映像出版）
- 夏祭り![第2回]ゆかた美人大集合 5（6月7日、桃太郎映像出版）
- 鮎川あみが激ヤバレポーターに! 風俗の裏のウラ IN 池袋（8月22日、桃太郎映像出版）
- 鮎川あみの催眠FUCK（8月22日、メディアステーション）
- 桃太郎 THE BEST 6 鮎川あみ幻のデビュー作正真正銘の生本番ついに発売（11月21日、桃太郎映像出版）
- 超 美乳のアングル（12月1日 2004年8月27日、ワンズファクトリー）

2004年
- 悪女宣言（DVD:2月1日 VHS:7月27日、ワンズファクトリー）
- 極 本番（3月5日、GLAY'z）
- 鮎川あみSPECIAL ごめん!まだあった（秘）蔵出し本番VTR（3月12日、桃太郎映像出版）
- 秘蔵（3月30日、マックス・エー）
- こだわりの美乳攻略（4月1日、ゾーンワークス）
- 最高のオナニーのために（4月1日 2005年10月26日、MOODYZ） ※オナニーグッズ付き
- 極 乱（4月9日、GLAY'z）
- 女優 拘束マニア（5月25日、ワンズファクトリー）
- LOVE＋（6月20日、ゼロコーポレーション）

### アダルトビデオ（編集もの、BESTもの ほか）
2000年
- 巨乳要塞 グラマラス・サイト 鮎川あみ 井上千尋 森川珠里（7月21日、h.m.p）全3名
- 美乳・巨乳6連発！ 蔵出しAVアイドル・コレクション（7月22日、h.m.p）全6名

2001年
- 鮎川あみ大全集（1月10日、h.m.p）
- 鮎川あみ DX（1月19日、マックス・エー XV-020）※「スキャンティ」「BODY SONIC」を収録
- AVアイドルぶっかけ制服FUCK！ どっぴゅん！ コスチューム8連発！ 6（2月21日、h.m.p）全8名
- 鮎川あみ大全集 2（6月21日、ビデオバンク）
- TIFFANY BEST THE FLOWERS（6月21日、ビデオバンク）全25名
- MORE MAX 3（7月19日、マックス・エー）全9名
- 吸淫遊戯6連発！（7月22日、h.m.p）全6名
- 鮎川あみ DX（7月27日、マックス・エー RXV-020）※「スキャンティ」「BODY SONIC」を収録
- シャイDX 2001 DVD女優編（8月27日、シャイ企画）全8名
- 逆ソープ天国 & 女尻 鮎川あみ（9月21日、アリスJAPAN）
- 女教師狩り Special（9月21日、マックス・エー）全4名
- Venus Re-mix Vol.5（10月26日、アリスJAPAN）全6名
- 鮎川あみ Best（11月21日、ビデオバンク）※「乳首の誘惑」「美乳遊戯」を収録
- おしゃぶりギャル32人コスプレ120分（12月22日、h.m.p）全32名
- シャイ DX 2002 DVD女優編（12月26日、シャイ企画）全8名
- ベッドルーム BEST OF 「ザ・リアル」（?、h.m.p HRDV-10002）…他出演：鮎川あみ、鈴木麻奈美 他 全4名

2002年
- 濡れた女たち 2 4STORY（1月10日、ビデオバンク）全4名
- ザ・リアル＆ザ・カゲキ 愛蔵版1999-2001（1月24日、h.m.p）全6名
- MORE MAX 5（1月25日、マックス・エー）全7名
- 女尻 CLIMAX 7th（2月15日、アリスJAPAN）全5名
- 鮎川あみマニア 限界ベスト120（2月21日、ビデオバンク）※「官能姫」「ザ･リアル」を収録
- LEGEND 鮎川あみ（2月22日、アトラス）
- やりすぎ家庭教師120分スペシャル！！（3月23日、h.m.p）全5名
- 101人ワンワン大連発（3月29日、シャイ企画）全101名
- 騎る 3（4月19日、シャイ企画）全70名
- 口全ワイセツ 晩餐（4月23日、h.m.p）全6名
- 学校の猥談 2 クラスメイトはAVアイドル（4月28日、桃太郎映像出版）全3名
- 逆ソープ天国 貸切スペシャル 6（6月14日、アリスJAPAN）全5名
- A.I. ATLAS INTEGRAL（6月21日、アトラス21）多数出演
- PICK UP the 桃太郎 VOL.3（7月19日、桃太郎映像出版）多数出演
- BODY CORE（7月31日、h.m.p）全10名
- 女尻 CLIMAX 6（8月9日、アリスJAPAN）全5名
- TOKYO LOVER VOL.9 恋人 In 東京 鮎川あみ 片山沙里奈（8月9日、ファンタドリーム）※無修正もの
- COS-PARA Special（8月9日、アトラス21）全7名
- VIPバリューパック 鮎川あみ＆武田まこ＆今井絵理（8月23日、VIP）全3名
- M.V.P.（メモリアル ビップ プリンセス） Vol.3（8月30日、VIP VIP-136）全6名
- インターネット＠生ライブ（9月6日、桃太郎映像出版）全8名
- Atlas Adult Actress Vol.1 16人の射激祭（9月10日、アトラス21）全16名
- MAX-File 鮎川あみ 完全4作品収録4時間!!（9月20日、マックス・エー）※「女教師狩り」「TABOO」「ハードキャンディー」「失踪 the vanishing」を収録
- 逆ソープ天国 スペシャルエレクト 5（9月27日、アリスJAPAN）全5名
- SUPERナース大図鑑4時間DX 鮎川あみ 小沢まどか 桜井風花 ほか（11月15日、メディアバンク）多数出演
- SAMM BEST EROTICISM ULTRA HARD-CORE（11月21日、メディアバンク）全24名
- やりすぎ家庭教師 秘密･･･（11月21日、h.m.p）全6名
- アイドル1ダース コスプレ編（11月29日、シャイ企画）全12名
- MAX-A Anniversary Ⅲ（12月6日、マックス・エー）全24名

2003年
- 巨乳大全集［4時間スペシャル］（1月10日、ビデオバンク）全24名
- BIG BUST CLUB Vol.2（1月17日、アトラス21）全11名
- MAX-A Anniversary 2（1月28日、マックス・エー）全18名
- 人間廃業ファイル VOL.5（2月14日、アリスJAPAN）全5名
- ブルーファイル 鮎川あみ 2（2月21日、マックス・エー）※「淫口」「不法侵乳11」「Get Ready！」「冷たい月」を収録
- 口撃！69連発（3月21日、シャイ企画）全69名
- ザ 美乳Bomb 4時間（3月21日、ビデオバンク）全25名
- NEO出血大制服 4時間スペシャル 巨乳selection（4月18日、アトラス21）全11名
- MVP（4月25日、VIP VIP-D162）全12名
- ゴージャス・アイズからの贈り物（5月1日、桃太郎映像出版）多数出演 - ゴージャスアイズ、44タイトルすべてのダイジェストをこの一本に収録
- Theボンデージ！ excellent club（5月14日、アトラス21）全10名
- 第2回 夏祭り!ゆかた美人大集合（6月6日、桃太郎映像出版 NYD-5）全4名
- 桃太郎 The Best 5 女優 4 及川奈央 鮎川あみ 水野彩香 緒上真矢（6月27日、桃太郎映像出版）全4名
- Stars（6月30日、メディアバンク）全10名
- THE BEST SELECTION OF Bejean Vol.6（7月4日、桃太郎映像出版）全10名
- 新感覚フーゾク店『エロ☆パラ』（7月10日、ビデオバンク）全5名
- やりすぎ家庭教師 Complete！（7月18日、MissChristine）全21名
- コスプレコレクション プレ・コレ（7月22日、マックス・エー）全3名
- 美乳メガファック！！！（10月21日、h.m.p）全12名
- THE 巨乳 Fucker 4時間（10月24日、メディアバンク）全30名
- デジフェラ 3 有名女優編（10月31日、桃太郎映像出版）全15名
- Be Jean Best Selection 立花杏子 鮎川あみ 小早川まりん ほか（10月7日、桃太郎映像出版）多数出演
- パンストラヴァーズ（11月28日、アトラス21）全4名
- 淫口総集編 Special Mix Version（12月22日、マックス・エー）全5名

2004年
- ATLAS ACTRESS COLLECTION 240（1月21日、アトラス21）全32名
- ローションメガファック！！！（2月25日、h.m.p）全12名
- 鮎川あみ 完全版（5月1日、ワンズファクトリー）
- 超-極射（5月2日、ワンズファクトリー）全20名
- 口全ワイセツ BEST 1（5月21日、h.m.p）全21名
- MAX-A 極艶8時間 DVD5年の軌跡（5月21日、マックス・エー）多数出演
- LOVE STORIES 鮎川あみ（5月28日 2006年5月16日、桃太郎映像出版）
- WILD＆CUTE 鮎川あみ 沢口あすか（6月1日、ゾーンワークス）
- 女優大名鑑 2（6月1日、ワンズファクトリー）全15名
- 極・本番SPECIAL Vol.3（6月4日、グレイズ）全13名
- Boin Mix BOMB（6月18日、マックス・エー）全10名
- 超 美・巨乳のアングル complete Edition（7月1日、ワンズファクトリー）全15名
- GLAY'z Dynamite！ 2枚組6時間（7月9日、グレイズ）全26名
- 口全ワイセツ BEST 4時間（7月10日、ビデオバンク）全30名
- ザ・パーフェクトAV！ 巨乳アイドル4時間（7月23日、メディアバンク）全12名
- まんぐり返し 乱れ4時間（8月6日、グレイズ）全18名
- ザ・パーフェクトAV！ コスプレアイドル4時間（8月13日、メディアバンク）全12名
- 水着の天使達（8月20日、桃太郎映像出版）全11タイトル
- ATLAS TWENTY ONE（8月20日、アトラス21）全60名
- やっぱり女教師だ！まっくすまっくす4時間（8月27日、マックス・エー）全12名
  - やっぱり女教師だ！ まっくすまっくす濃縮版（12月28日、マックス・エー）全12名
- ファンタジスタ（9月1日、ワンズファクトリー）全9名
- 祝！インディーズ Debut！！（9月24日、桃太郎映像出版）全9名
- ボンテージガールズ（9月30日、桃太郎映像出版）全9名
- 揺れる巨乳BEST（10月1日、ムーディーズ）全13名
- 潮吹き本番500分2枚組（10月8日、グレイズ）多数出演
- G1ダービー（11月1日、ワンズファクトリー）全10名
- 大開脚 7人の女優が大きく開かれた美脚の奥からあなたを誘惑（11月1日、ゾーンワークス）全7名
- 極乱SPECIAL4時間（11月5日、グレイズ）全8名
- 最高のオナニーのために 21世紀オナニー BEST 3（11月15日、ムーディーズ）全6名
- ファン感謝祭！24人4時間 美巨乳祭り（11月30日、ベスト・パートナーズ）全24名

2005年
- 巨乳 乱れ4時間（2月7日、グレイズ）全11名
- S級ワイセツ女優お届けします 彩名杏子 鮎川あみ 三田愛（2月25日、桃太郎映像出版）全3名
- おしゃぶりメガファック！！！（2月28日、h.m.p）全18名
- 巨乳 Dynamite！ 6時間（3月4日、グレイズ）全22名
- TABOO HARD MIX ハードコア映像（秘）大辞典（3月29日、マックス・エー）全6名
- 激淫（4月1日、ワンズファクトリー）全8名
- フェラチオBEST 6（6月1日、ムーディーズ）全19名
- ナイスボディマニア（6月24日、芳友舎）全12名
- デジタルモザイク500分2枚組（7月8日、グレイズ）全25名
- 悪女宣言 4時間DX（8月1日、ワンズファクトリー）全10名
- ONANIE FREAK（10月1日、ワンズファクトリー）全10名
- 桃太郎 The BEST 5 女優 4（10月1日、桃太郎映像出版）全5名
- 最高のオナニーのために 21世紀オナニー 鮎川あみ（10月26日、ムーディーズ）

2006年
- お姉さんとしようよ！（2月3日、グレイズ）全9名
- 野外で乱れる女達（3月1日、桃太郎映像出版）全4名
- 桃太郎 The BEST 8 潮吹き痙攣絶叫MAX（4月20日、桃太郎映像出版）全14名
- 桃太郎.TV プレミアムコンテンツ 02（4月20日、桃太郎映像出版 MPCD-2）全4名
- ザ・レースクィーンBomb！4時間（5月10日、h.m.p）全18名
- 桃太郎 The BEST 6 鮎川あみ幻のデビュー作（5月16日、桃太郎映像出版）
- 桃太郎 The BEST 7 美乳軍団（5月16日、桃太郎映像出版）全17名
- LOVE STORIES 鮎川あみ（5月16日、桃太郎映像出版）
- ワンダフルパーツBEST！！（5月25日、マックス・エー）全14名
- パンスト魂 BEST（6月26日、マックス・エー）全14名
- 鮎川あみ 特別保存版 すべて見せます 266分 Special（8月19日、桃太郎映像出版）
- 鮎川あみ HISTORY（8月28日 2014年3月31日、アトラス21）※「COS-PARA」「パンストラヴァーズ」「LEGEND」を収録
- レースクイーンマニア 4時間（11月25日、h.m.p）全18名
- THE PREMIUM COLLECTION GLAY'z 500分（12月8日、グレイズ）多数出演

2007年
- COSTUME PARADISE 鮎川あみ・遠野小春（2月13日、NEO ATLAS）
- ワンズファクトリー8時間プレミアムエディション ドS痴女優30人（6月1日、ワンズファクトリー）全30名
- 完全保存版 B★jean ～伝説編～（6月7日、桃太郎映像出版）全17名
- ご奉仕マニア（6月25日、h.m.p）全13名
- 僕らのアイドルはおチンポ大好き！ ナイスバディ編（7月7日、桃太郎映像出版）全4名
- マジイキマニア（7月25日、h.m.p）全12名
- 24EROISTER極本8時間20分 2枚組（8月3日、グレイズ）全24名
- はだける胸元40人の浴衣美人アソコから汁も滴るイイ女！（8月7日、桃太郎映像出版）全40名
- 完全保存版 B★jean ～豪華編～ 2nd（9月7日、桃太郎映像出版）全10名
- AVアイドル伝説 Special 2（10月19日、A-BOX）全6名

2008年
- 豪華ハメ狂い淫乱女優大集合！（3月19日、A-BOX）全13名
- 永久保存版！！巨乳女優の裏映像全て見せます！（9月7日、北都）全13名
- MAX-A 15周年Special 極上アイドル History（10月10日、マックス・エー）全28名

2009年
- S級女優25人！ギリモザ4時間スペシャル（1月7日、エスワン ナンバーワンスタイル）全25名
- まるごと鮎川あみ デラックス（1月19日、桃太郎映像出版）
- 黄金伝説 鮎川あみの原点（2月27日、マックス・エー）※「女教師狩り」「TABOO」「ハードキャンディー」「失踪 the vanishing」を収録
- THE AV WORLD SPECIAL 夢の24時間SPECIAL BOX（3月19日、ROOKIE）全56名
- 突かれて中でイッちゃうの 4時間 2（4月19日、エスワン ナンバーワンスタイル）全24名
- AVアイドル秘宝館 5時間（4月25日、ビースバルプロモーション）全10名
- 四重苦 熱い！痛い！叩く！刺す！（5月19日、桃太郎映像出版）全18名
- 最高のオナニーのために大全集 vol.1～50 50人50作品夢の8時間（6月13日、ムーディーズ）全50名
- すべてまるごと見せます！ 極上巨乳美人 小森美王 鮎川あみ 愛田奈々 新城あゆみ ほか（7月7日、桃太郎映像出版）
- やりすぎ家庭教師 完全ベスト8時間2枚組（7月21日、ビデオバンク）多数出演
- 縄ゴト師（10月7日、桃太郎映像出版）全6名
- 新MAXピンクファイル 鮎川あみ スーパーアナライザーモザイク仕様（12月11日、マックス・エー）

2010年
- 復刻 女尻 鮎川あみ（1月8日、アリスJAPAN）
- あのアイドルがスーパーリマスターREMIXで甦るTiffany完全ベスト4時間 Vol.1（1月21日、ビデオバンク）全15名
- スターファイル 鮎川あみ（4月16日、スターゲート）
- アラフォーに贈る レンタルでは隠されていた有名女優のあの部分をスーパーアナライザーモザイクで解禁！！（4月23日、マックス・エー）全9名
- あの時、彼女達は18歳だった。有名女優のデビューをプレイバック！！（7月23日、マックス・エー）全6名
- h.m.p 48 1990〜1999 90年代AVアイドル総決算 8時間2枚組（10月1日、ビデオバンク）全48名
- h.m.pがお贈りする ナイスボディ女優たっぷり50人8時間2枚組（10月1日、ビデオバンク）全50名
- 女尻 リモザイク特別盤 2（10月22日、アリスJAPAN）全23名
- 猥褻オフィス いやらしすぎるOL 15人240分（11月1日、ワンズファクトリー）全15名

2011年
- MAX-A 15年分2000本の作品から厳選した巨乳BEST！！（1月28日、マックス・エー）全28名
- 愛欲の歌舞伎町の帝王 	桜田由加里 七瀬ななみ 沙耶華 岡野美憂 鮎川あみ ほか（2月7日、桃太郎映像出版）
- スターファイル 鮎川あみ Vol．2（2月16日、スターゲート）
- ウルトラ最強ボディ 鮎川あみ（4月7日、桃太郎映像出版）
- 懐かしのAVアイドル 官能姫ベスト（7月21日、ビデオバンク）全11名
- 鮎川あみ8時間 33シーン収録【完全モザイク修正版】（12月2日、ビデオバンク）

2012年
- 桃太郎 10枚組40時間 夢のS級豪華女優編（9月1日、桃太郎映像出版）多数出演

2013年
- あの時の君に会いたい。鮎川あみ 2枚組8時間（1月11日、トータル・メディア・エージェンシー）
- 激痛アクメ 極限の身体・覚醒される脳内（5月7日、桃太郎映像出版）全15名

2014年
- 乱れた聖職者 噂のズリマン女教師 美竹涼子 あいだゆあ 鮎川あみ ほか（2月28日、マックス・エー）全15名
- BODY SONIC 鮎川あみ 復刻版（2月28日、マックス・エー）

2015年
- ATLAS 2002 永久保存版（5月31日、アトラス21）全16名

2019年
- 殿堂入り女優シリーズ 鮎川あみ8時間 33シーン収録（3月1日、h.m.p）

他
発売年不明
- ナイスボディ 鮎川あみ（NIGHT VISION NV-010）VHS
- 裏ルームサービス 鮎川あみ（Warrs WU-020）VHS
- 粘液痴女 鮎川あみ（PRETTY PRETTY ANGEL PPA-005）DVD
- 女優ベストセレクション 5 鮎川あみ 及川奈央 田原あゆみ（アバンチュール BZ-005）DVD 全3名

## オリジナルビデオ作品
- 蜜恥母（2001年1月21日、ミュージアム）監督:沢木良介 主演:小林ひとみ [1]
- 新人ツアーコンダクター 2（2001年8月21日、ミュージアム）監督:愛染恭子 主演:鮎川あみ [2]
  - 新人ツアーコンダクター・里奈 2（2003年4月25日、GPミュージアム）※「新人ツアーコンダクター 2」を改題
- 女衒Ｉ ～荷物からの卒業～（2004年2月10日、ミュージアム）監督:長嶺高文 [3]
- 新人ツアーコンダクター The Best（2004年11月25日、ミュージアム）監督:藤原健人 ほか - 4話のオムニバス [4]

## 書籍

### 写真集
- 鮎川あみ1st写真集 『あみ』（2000年8月1日、撮影:高桑常寿、桜桃書房）ISBN 9784756723895
- 鮎川あみ写真集『トップス』（2000年11月25日、撮影:坂巻良亮、心交社）ISBN 9784883025312
- Accidents TOKYO（2000年12月5日、撮影:篠山紀信、朝日出版社）ISBN 9784255000572
- BODY SHOP PHOTOGRAPHIC OF GIRLS HAIR NUDE（2001年4月25日、撮影:安藤清太、司書房）全11名 ISBN 9784812805473
- TENNYO 鮎川あみ写真集 宮沢正明美少女ヌードシリーズ 7（2001年4月28日、撮影:宮沢正明、英知出版）ISBN 9784754212919
- FETISH 巨乳＆美尻エロティックアート写真集（2001年9月30日、撮影:横山こうじ、バウハウス）全10名 ISBN 9784894614574
- ミニスカGOLD（2002年6月20日、日本出版社）全45名 ISBN 9784890486441
- AVアイドル ぴち裸 清水清太郎くびれコレクションBEST10（2003年1月31日、撮影:清水清太郎、徳間書店 徳間文庫）全10名 ISBN 9784199070099

### 雑誌
- PENTHOUSE SPECIAL 1999年11月号（ぶんか社）
- URECCO 1999年12月号、2000年5月号、8月号、10月号、2001年2月号、6月号、12月号、2002年1月号、10月号、2003年4月号（ミリオン出版）
- Bejean 2000年6月号、7月号、8月号、12月号、2001年4月号、9月号、2002年1月号、3月号（英知出版）
- GOKUH 2000年9月号、2001年3月号（バウハウス）
- URECCO SUPER BEAUTIES 2000年10月5日号、2001年7月1日号（大洋図書）
- PHOTO SHOT DX VOL.3（2000年10月10日、英知出版）
- チョベリグ写真集 2（2000年11月5日、東京三世社）
- ベストビデオ 2000年12月号、2001年4月号（三和出版）
- cospet URECCO 2000年12月25日号増刊号（ミリオン出版）
- PHOTO SHOT DX VOL.4（2001年1月20日、英知出版）
- SHARK VOL.11（2001年1月20日、ベストセラーズ）
- PHOTO SHOT Vol.47（2001年2月25日、英知出版）
- URECCO gal 2001年4月号、2002年1月号、3月号、2003年4月号（ミリオン出版）
- ビデオ情報 話のチャンネル 2001年4月30日清爽増刊号（日本文芸社）
- パ Vol.2（2001年5月11日、竹書房）撮影:加納典明
- ビデオ独立系インディーズ 2001年6月号（三和出版）
- DVD SOFT CATALOGU 2001年7月号（晋遊舎）
- 隷姫 [REI HIME]（2001年8月15日、司書房）
- PHOTO SHOT Vol.50（2001年8月25日、英知出版）
- Digimix VOL.2（2001年9月5日、メディアックス）
- PHOTO MAGAZINE KARAMI 06（2001年9月10日、三和出版）
- ホイップ 2001年10月号（コアマガジン）
- PHOTO SHOT DX ポップドールスタイル。（2001年11月25日、英知出版）
- HARDCORE 002 鮎川あみ（2002年1月10日、ミリオン出版）
- 猫耳美少女ヌード写真集 NEKO MIMIX（2002年4月8日、バウハウス）
- アップル通信 2002年9月号（三和出版）
- COSTUME PLAY ビデオ独立系コスプレ写真集（2002年9月10日、三和出版）
- DMM DVD 2002年11月号（ジーオーティー）
- AVアイドルライブドキュメント 2002年11月号（風林館）
- 別冊コミックドルフィン 2002年12月増刊号（司書房）
- BXB AV FREAK 2003年5月号（ジェイ・ディー・メデューサ）
- 裏カラミ02号（2003年8月15日、三和出版）
- 最強DVDインディーズ 2003年10月号（ばうすたーん）
- 本当にあったHな話 2008年4月号 付録DVD付き（ぶんか社）
- YOUNG MOMO ヤンモモ 2008年8月号（メディア・クライス）